# Gora Kirilova
Gora Kirilova är ett berg i Antarktis. Det ligger i Östantarktis. Nya Zeeland gör anspråk på området. Toppen på Gora Kirilova är 818 meter över havet.
Terrängen runt Gora Kirilova är huvudsakligen kuperad, men söderut är den bergig.  Trakten är obefolkad. Det finns inga samhällen i närheten.